# 徐诺金
徐诺金（1963年5月—），湖南平江人，汉族，中国共产党党员。中华人民共和国政治人物、第十三届全国人民代表大会河南省代表。

## 生平
2018年，徐诺金被选为河南省出席第十三届全国人民代表大会代表。
徐诺金曾在中国人民银行工作多年。2021年，任中原银行董事长。2023年4月，任河南省人大财政经济委员会副主任委员。2024年2月24日，因涉嫌严重违纪违法，接受河南省纪委监委纪律审查和监察调查。4月26日，第十四届全国人民代表大会常务委员会发布第四号公告，徐诺金的代表资格终止。